# غوردنفيل
غوردنفيل (بالإنجليزية: Gordonville)‏ هي مدينة أمريكية تقع في ولاية ألاباما.تبلغ مساحة هذه المدينة 14.6 (كم²)،

## التركيبة السكانية
حدّد مكتب تعداد الولايات المتحدة بيانات التركيبة السكانية لغوردنفيل في تعداد الولايات المتحدة. في ما يلي، التركيبة السكانية حسب تعدادي 2000 و2010.

### تعداد عام 2000
بلغ عدد سكان غوردنفيل 318 نسمة بحسب تعداد عام 2000، وبلغ عدد الأسر 112 أسرة وعدد العائلات 84 عائلة مقيمة في البلدة. في حين سجلت الكثافة السكانية 21.9 نسمة لكل كيلومتر مربع (56.7/ميل2). وبلغ عدد الوحدات السكنية 129 وحدة بمتوسط كثافة قدره 8.9 لكل كيلومتر مربع (23.1/ميل2).
وتوزع التركيب العرقي للبلدة بنسبة 3.77% من البيض و95.91% من الأمريكيين الأفارقة و0.31% من سكان جزر المحيط الهادئ و1.26% من الهسبانيون أو اللاتينيون من أي عرق.
بلغ عدد الأسر 112 أسرة كانت نسبة 42% منها لديها أطفال تحت سن الثامنة عشر تعيش معهم، وبلغت نسبة الأزواج القاطنين مع بعضهم البعض 39.3% من أصل المجموع الكلي للأسر، ونسبة 33.9% من الأسر كان لديها معيلات من الإناث دون وجود شريك، بينما كانت نسبة 1.8% من الأسر لديها معيلون من الذكور دون وجود شريكة وكانت نسبة 25% من غير العائلات. تألفت نسبة 23.2% من أصل جميع الأسر من عدة أفراد يعيشون في نفس المنزل ونسبة 8% كانت تتألف من شخص يعيش بمفرده يبلغ من العمر 65 عاماً أو أكثر. وبلغ متوسط حجم الأسرة المعيشية 2.84، أما متوسط حجم العائلات فبلغ 3.38.
بلغ العمر الوسطي للسكان 35.0 عاماً. وكانت نسبة 28% من القاطنين تحت سن الثامنة عشر، وكانت نسبة 9.7% بين الثامنة عشر والرابعة والعشرين عاماً، ونسبة 25.5% كانت واقعةً في الفئة العمرية ما بين الخامسة والعشرين والرابعة والأربعين عاماً، ونسبة 20.4% كانت ما بين الخامسة والأربعين والرابعة والستين، ونسبة 16.4% كانت ضمن فئة الخامسة والستين عاماً فما فوق. يوجد لكل 100 أنثى 97.5 ذكر، ويوجد لكل 100 أنثى في الثامنة عشر من عمرها فما فوق 92.4 ذكر.
بلغ متوسط دخل الأسرة في البلدة 10,278 دولارًا، أما متوسط دخل العائلة فبلغ 21,250 دولارًا. وكان متوسط دخل الذكور 25,375 دولارًا مقابل 22,292 دولارًا للإناث. وسجل دخل الفرد الخاص بالبلدة 8,948 دولارًا. وكانت نسبة 37.8% من العائلات ونسبة 42.5% من السكان تحت خط الفقر، وكان من هؤلاء نسبة 38% تحت سن الثامنة عشر ونسبة 69.1% في الخامسة والستين من العمر وما فوق.

### تعداد عام 2010
بلغ عدد سكان غوردنفيل 326 نسمة بحسب تعداد عام 2010، وبلغ عدد الأسر 126 أسرة وعدد العائلات 87 عائلة مقيمة في البلدة. في حين سجلت الكثافة السكانية 22.5 نسمة لكل كيلومتر مربع (58.3/ميل2). وبلغ عدد الوحدات السكنية 141 وحدة بمتوسط كثافة قدره 9.7 لكل كيلومتر مربع (25.1/ميل2).
وتوزع التركيب العرقي للبلدة بنسبة 5.21% من البيض و94.79% من الأمريكيين الأفارقة.
بلغ عدد الأسر 126 أسرة كانت نسبة 31% منها لديها أطفال تحت سن الثامنة عشر تعيش معهم، وبلغت نسبة الأزواج القاطنين مع بعضهم البعض 30.2% من أصل المجموع الكلي للأسر، ونسبة 31% من الأسر كان لديها معيلات من الإناث دون وجود شريك، بينما كانت نسبة 7.9% من الأسر لديها معيلون من الذكور دون وجود شريكة وكانت نسبة 31% من غير العائلات. تألفت نسبة 27.8% من أصل جميع الأسر من عدة أفراد يعيشون في نفس المنزل ونسبة 12.7% كانت تتألف من شخص يعيش بمفرده يبلغ من العمر 65 عاماً أو أكثر. وبلغ متوسط حجم الأسرة المعيشية 2.59، أما متوسط حجم العائلات فبلغ 3.17.
بلغ العمر الوسطي للسكان 45.5 عاماً. وكانت نسبة 20.6% من القاطنين تحت سن الثامنة عشر، وكانت نسبة 8.3% بين الثامنة عشر والرابعة والعشرين عاماً، ونسبة 20.6% كانت واقعةً في الفئة العمرية ما بين الخامسة والعشرين والرابعة والأربعين عاماً، ونسبة 30.7% كانت ما بين الخامسة والأربعين والرابعة والستين، ونسبة 19.9% كانت ضمن فئة الخامسة والستين عاماً فما فوق. وتوزع التركيب الجنسي للسكان بنسبة 48.2% ذكور و51.8% إناث.